# Galería de arte Ateneo
La Galería de arte Ateneo es un museo de arte moderno de la Universidad Ateneo de Manila en las islas Filipinas. Es la primera de su tipo en ese país asiático. Éste se encuentra en la planta baja del edificio principal de la biblioteca Rizal. Sirve como un centro de arte para la comunidad universitaria y el público en general. El actual Director y Curador Jefe de la galería es Ramón E.S Lerma.